# سیارک ۶۳۷۵
سیارک ۶۳۷۵ (به انگلیسی: 6375 Fredharris، نامگذاری:1986TB5) شش هزار و سیصد و هفتاد و پنجمین سیارک کشف شده‌است که در ۱ اکتبر ۱۹۸۶ کشف شد.
قدر مطلق سیارک برابر ۱۲٫۴۰ است.